# الدوري الأوروغواياني لكرة القدم 1906
الدوري الأوروغواياني لكرة القدم 1906 (بالإسبانية: Campeonato Uruguayo de Primera División 1906)‏ هو الموسم 6 من  الدوري الأوروغواياني لكرة القدم. الذي يشرف على تنظيمه اتحاد أوروغواي لكرة القدم، وكان عدد الأندية المشاركة فيه  6، وفاز فيه مونتيفيديو واندررز.